# Designtheorie
Designtheorie umfasst Methoden, Strategien, Forschung, Diskurse und Analysen zu Grundbegriffen im Design. Sie dient sowohl der Konzeption als auch der Reflexion gestalterischer Arbeit und Forschung. 
Designtheorie wird, wie Gestaltung auch, vom jeweiligen Kontext beeinflusst. Im Gegensatz zu anderen Wissenschaften, die ihren Gegenstand experimentell oder empirisch betrachten können, gestaltet und verändert Design seine Umwelt und damit auch das, was Designtheorie betrachtet. Ihre Aussagen gelten daher nicht universell, sondern immer im Hinblick auf eine Situation, einen Kontext oder einen Zeitpunkt.

## Geschichte
Viele Aspekte der Designtheorie greifen Fragen der Theorien der Architektur (z. B. bei Vitruv) oder der Kunsttheorie (besonders der Ästhetik) auf. Erst seit Design als eigenständige Disziplin begriffen wird, gibt es Designtheorie im engeren Sinn.
Der Aufsatz „Ornament und Verbrechen“ von Adolf Loos aus dem Jahre 1908 gilt als einer der ersten designtheoretischen Texte. Loos lehnte das zwanghafte Hineinpressen von veralteten Gestaltungsdogmen in die neuen Fertigungsmöglichkeiten ab. Dem entgegen stand die Arts-and-Crafts-Bewegung mit ihrem künstlerischen Hang zum Dekorativen und ihrer handwerklichen Gestaltungsauffassung als Reaktion auf die entstehende Industriewelt. Im Unterschied dazu bekannte sich De Stijl zur geometrisch-abstrakten, „asketischen“ Darstellungsform in ihren Entwürfen und einen vorgeblich auf Funktionalität beschränkten Purismus. Diese Haltung findet am Bauhaus teilweise Anklang. Dort wurden zum ersten Mal Grundsätze für eine auf alle Gestaltungsbereiche anwendbare moderne Ästhetik aufgestellt und als Lehrprogramm umgesetzt.
Während die Theorien vor dem Zweiten Weltkrieg eng mit der konkreten Gestaltung verbunden waren, widmete man sich danach eher Fragen der industriellen Planung und Organisation. Der vom Bauhaus geprägte George Nelson begründete die moderne Designtheorie in den USA. Nach 1946 wurden dort, ausgehend von der Kybernetik, allgemeine Design-Ansätze zur Lösung erfinderischer Probleme entworfen. Mit Konzepten zur problemlösenden Kreativität, wie TRIZ in der Sowjetunion oder mittels systematischer Heuristik in der DDR, entstanden ähnliche Verfahren. In Westdeutschland wurde 1953 die Hochschule für Gestaltung Ulm gegründet, deren Ziel es war, die Ausbildung zum Produktgestalter wirklichkeitsnäher zu machen und Theorie mit Praxis zu verbinden. Mit dieser Einstellung wandte sie sich vom Bauhaus ab und stand für die Gestaltung des alltäglichen Lebens sowie für Design ohne formale Anleihen bei der Kunst.
Mit der Conference on Design Methods (1962) nahm das Design Methods Movement seinen Anfang. Nigel Cross proklamierte Design nicht als Wissenschaft, sondern als Gebiet der „intellektuellen Unabhängigkeit“. 1964 wurde der erste Lehrstuhl für „Design Research“ am Royal College of Art in London eingerichtet.
An der Hochschule für industrielle Formgestaltung Halle, Burg Giebichenstein existierte von 1976 bis 1990 eine Abteilung Theorie und Methodik. In dieser Gruppe arbeiteten bis zu 25 Wissenschaftler unterschiedlicher Fachdisziplinen an der wissenschaftlichen Fundierung des Designs und der Computer-Einsatzvorbereitung. Horst Oehlke untersuchte die Funktion der industriellen Formgestaltung und benannte die Produktfunktionen. Rolf Frick beschrieb den arbeitsteiligen "Gestalterischen Entwicklungsprozess" und Methoden zu seiner Bewältigung. Jürgen Albrecht klassifizierte auf dieser Grundlage die gestalterischen Grundaufgaben als Voraussetzung für die Rechner-Einsatzvorbereitung im Design.
Spätestens seit den 1960er Jahren ergänzen sich Disziplinen wie Designwissenschaft, -forschung und -kritik in der Designtheoriebildung. Verwandte neue Begriffe wie Designrhetorik, -didaktik oder Design Thinking bilden sich seit den 1990er Jahren zusätzlich heraus. Die heutigen Debatten der Designtheorie sind von einem Pluralismus der Strömungen gekennzeichnet, die in den unterschiedlichsten Anwendungsgebieten zum Tragen kommen.

## Positionen
Unter den vielen verschiedenen Positionen begreifen einige Design selbst als Form des Wissens, andere untersuchen es in seinen Auswirkungen auf die Gesellschaft und umgekehrt. Viele Debatten lassen sich als Auseinandersetzung um einen dominanten Begriff verstehen – wie etwa „form follows function“ (Louis Sullivan und der Funktionalismus).
Das Bauhaus und Vertreter der Ulmer-Schule, wie etwa Dieter Rams und Otl Aicher, berufen sich auf die Funktion als Kriterium für gutes Design. Dem tritt das Antidesign der 1980er Jahre gegenüber, dessen Protagonisten wie Ettore Sottsass oder Memphis eine höhere Gewichtung der Emotionen und der Affekte anstreben.
Diese Auseinandersetzung wird von Gui Bonsiepe und Lucius Burckhardt fortgeführt. Letzterer wendet sich gegen die Exzesse des Planens und teilt die Welt in Beziehungsräume, „ambient spaces“ ein. Burckhardt beschreibt sichtbare Produkte als Teil unsichtbarer Systeme. Dabei bedingen sich das Sichtbare und das Unsichtbare.
Horst W. J. Rittel prägt den Begriff der „bösartigen Probleme“ („wicked problems“). Deren Unauflösbarkeit leitet er aus seiner Theorie der komplexen sozialen Systeme ab, die durch eine unüberschaubare Menge von relevanten und sich bedingenden Faktoren den Prozess des Planens und Entwerfens erschweren.
Diese Erkenntnis greift Wolfgang Jonas in einem iterativen und kybernetischen Designprozess auf, der sich mit dem Entwerfen von und in komplexen Systemen – sozialer oder ökonomischer Art – befasst. Auch das Konzept des Design Thinking setzt auf einen iterativen Prozess, der disziplinübergreifende Methoden zur Entwicklung von Designlösungen und Innovationen formalisiert.
Aus einer medialen Perspektive untersucht Marshall McLuhan, wie Medien und Kommunikationsprozesse die Gesellschaft und ihren Umgang mit Dingen prägen. Darauf bezieht sich Bruce Sterling, wenn er beschreibt, wie digitale Medien und das Netz zu einem neuen Umgang mit vernetzten Produkten führen.
Gegen die Trennung von Theorie und Praxis begreift Richard Sennett mit der Idee eines „making is thinking“ die Designpraxis selbst als erkenntnistheoretische Wissensform und erhebt damit den Gestaltungsprozess an sich zur Wissenschaft.

## Berührungspunkte mit anderen Disziplinen
Designtheorie ist mit vielen anderen wissenschaftlichen Disziplinen verknüpft, unter anderem den Kunstwissenschaften, den Ingenieurwissenschaften, den Sozialwissenschaften, der Geschichte und der Philosophie.
Im kunstwissenschaftlichen Diskurs wurde die Frage der Abgrenzung zwischen Kunst und Design wiederholt diskutiert. Etwa Walter Gropius begreift Designtheorie als Fortsetzung der Kunsttheorie. Im Umfeld der HfG Ulm (Otl Aicher, Gui Bonsiepe, Tomás Maldonado) wird dieser Zusammenhang in Frage gestellt.
Aus dem Bereich der Ingenieurwissenschaften und der Medizin ist besonders die Ergonomie zu nennen. Henry Dreyfuss brachte bereits in den 1930er Jahren Ergonomie und Design in Verbindung.
Innerhalb der Wirtschaftswissenschaften beeinflusst vor allem das Marketing die Parameter der Gestaltung.
Aus dem Feld der Philosophie ist der Begriff der „Zuhandenheit“ bei Martin Heidegger zu nennen. Seine Untersuchungen zum Umgang mit Dingen und Werkzeugen können als Vorläufer der User Experience angesehen werden.
In der Soziologie hat sich die von Bruno Latour mitentwickelte Akteur-Netzwerk-Theorie als einflussreich erwiesen. Sie beschreibt Dinge und Objekte als aktiv und untersucht, wie sie menschliches Handeln lenken.
Vertreter der Systemtheorie, die sich mit Designfragen befasst haben, sind unter anderen Niklas Luhmann, Helmut Krauch und Wolfgang Jonas.